# 马里安·杜齐亚克
马里安·杜齐亚克（波蘭語：Marian Dudziak，1941年2月2日—），波兰男子田径运动员。他曾代表波兰参加1964年和1968年夏季奥林匹克运动会田径比赛，其中1964年奥运会获得一枚银牌。